# Rue du Trésor (Paris)
Pour l’article homonyme, voir Rue du Trésor.
La rue du Trésor est une voie sans issue du 4e arrondissement de Paris, en France, dans le quartier du Marais.

## Situation et accès
La rue du Trésor est une impasse qui débute au 28, rue Vieille-du-Temple et se termine en cul-de-sac par une fontaine aujourd'hui inutilisée, dite fontaine du Trésor, datant du XIXe siècle.

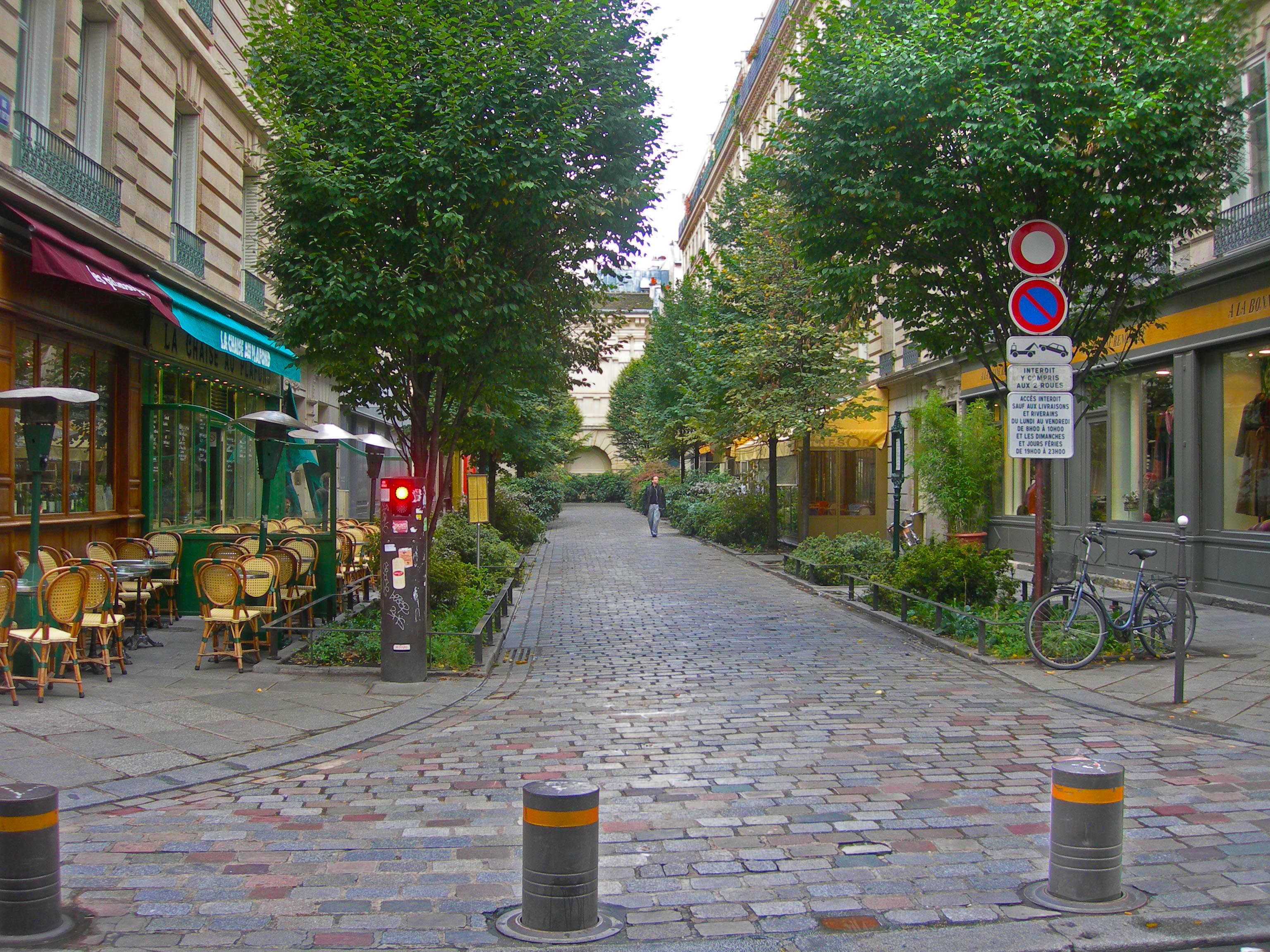
Vue depuis la rue Vieille-du-Temple en direction de la fontaine du Trésor.

## Historique et origine du nom
La voie, qui devait relier la rue Vieille-du-Temple à la rue des Écouffes, fut percée sur l'emplacement de l'hôtel du maréchal d'Effiat qui était le père de Cinq-Mars, favori de Louis XIII.
En 1882, on découvrit dans les décombres de l'hôtel un vase de cuivre renfermant des monnaies d'or du XIVe siècle et XVe siècle. En tout un total de 7 822 monnaies de Jean II le Bon, Charles V et quelques monnaies féodales. Ce trésor fut mis en vente et le musée Carnavalet se porta acquéreur du vase et de quelques échantillons. La rue en cours de percement fut nommée « rue du Trésor » en souvenir de la découverte, mais le projet de joindre les deux voies fut abandonné et une fontaine placée là où le lotissement s'arrêtait : la Fontaine du Trésor.
Le lotissement, construit d'immeubles haussmanniens typiques de la fin du XIXe siècle, renfermait un étroit passage intérieur, aujourd'hui fermé, qui permettait de rejoindre à pied la rue des Écouffes.

## Bâtiments remarquables et lieux de mémoire
Petite rue calme et tranquille du Marais, on y trouve plusieurs restaurants, des boutiques de mode, de design et de décoration ainsi qu'une startup.

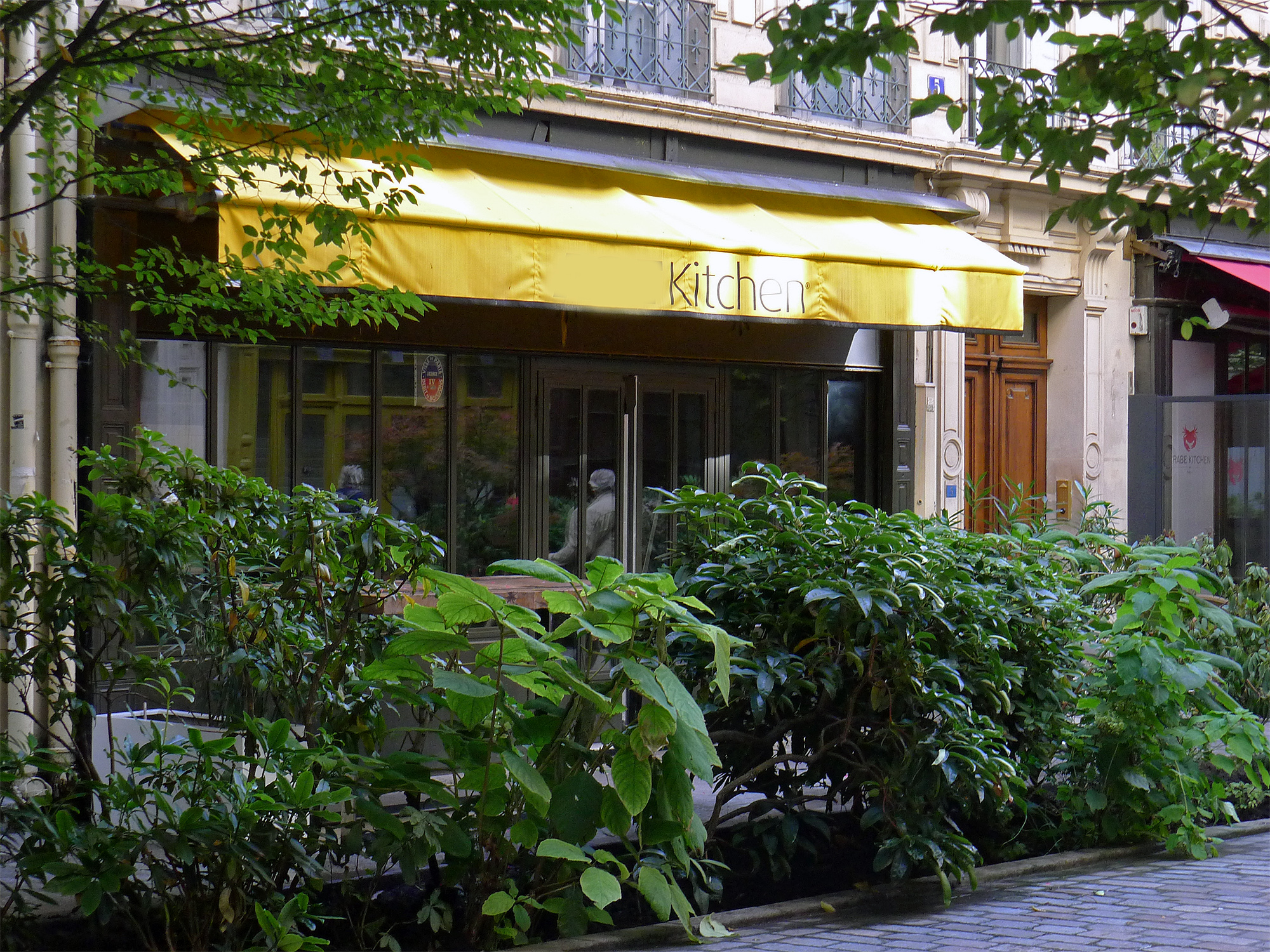
Un restaurant.
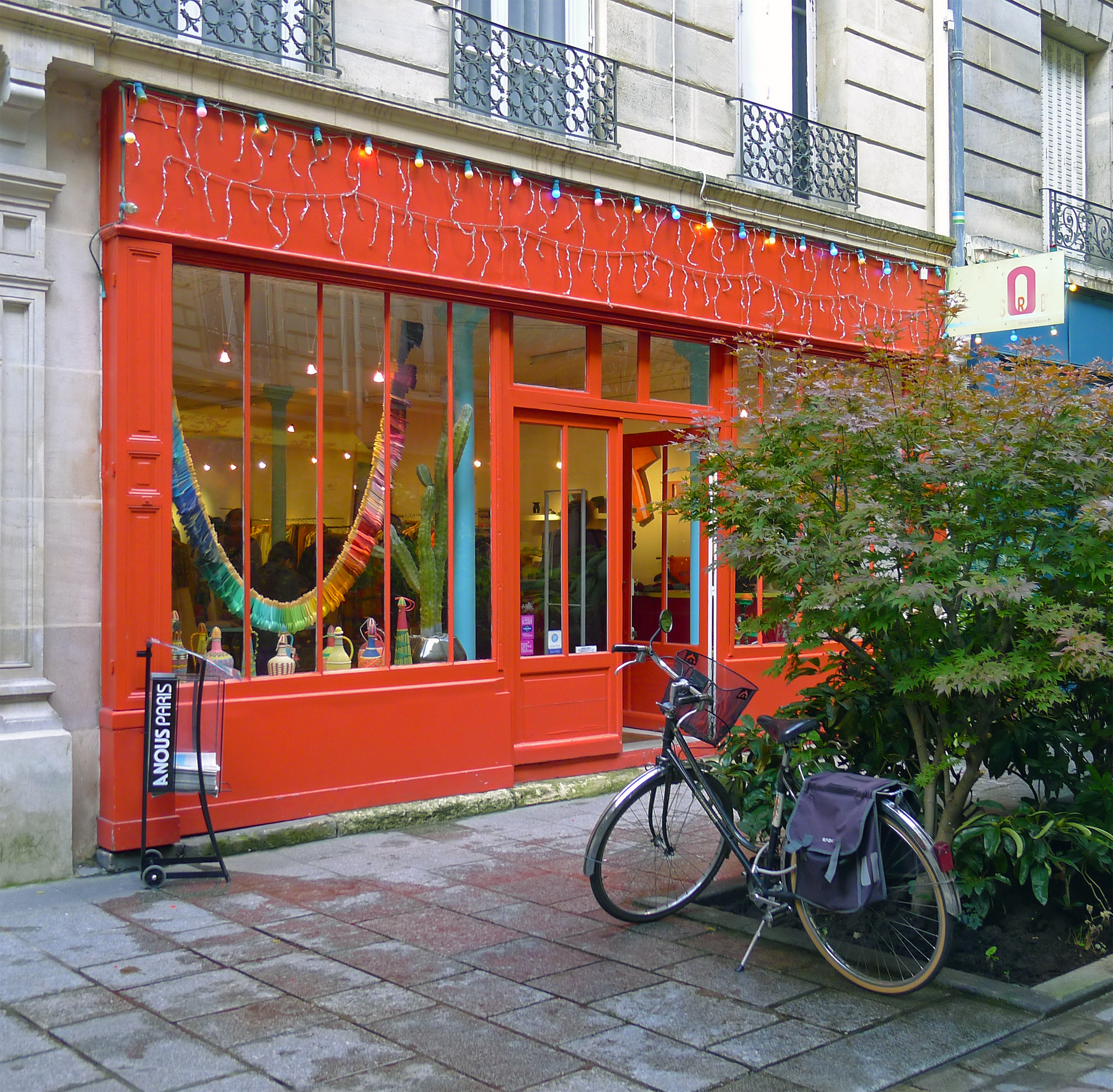
Une boutique.
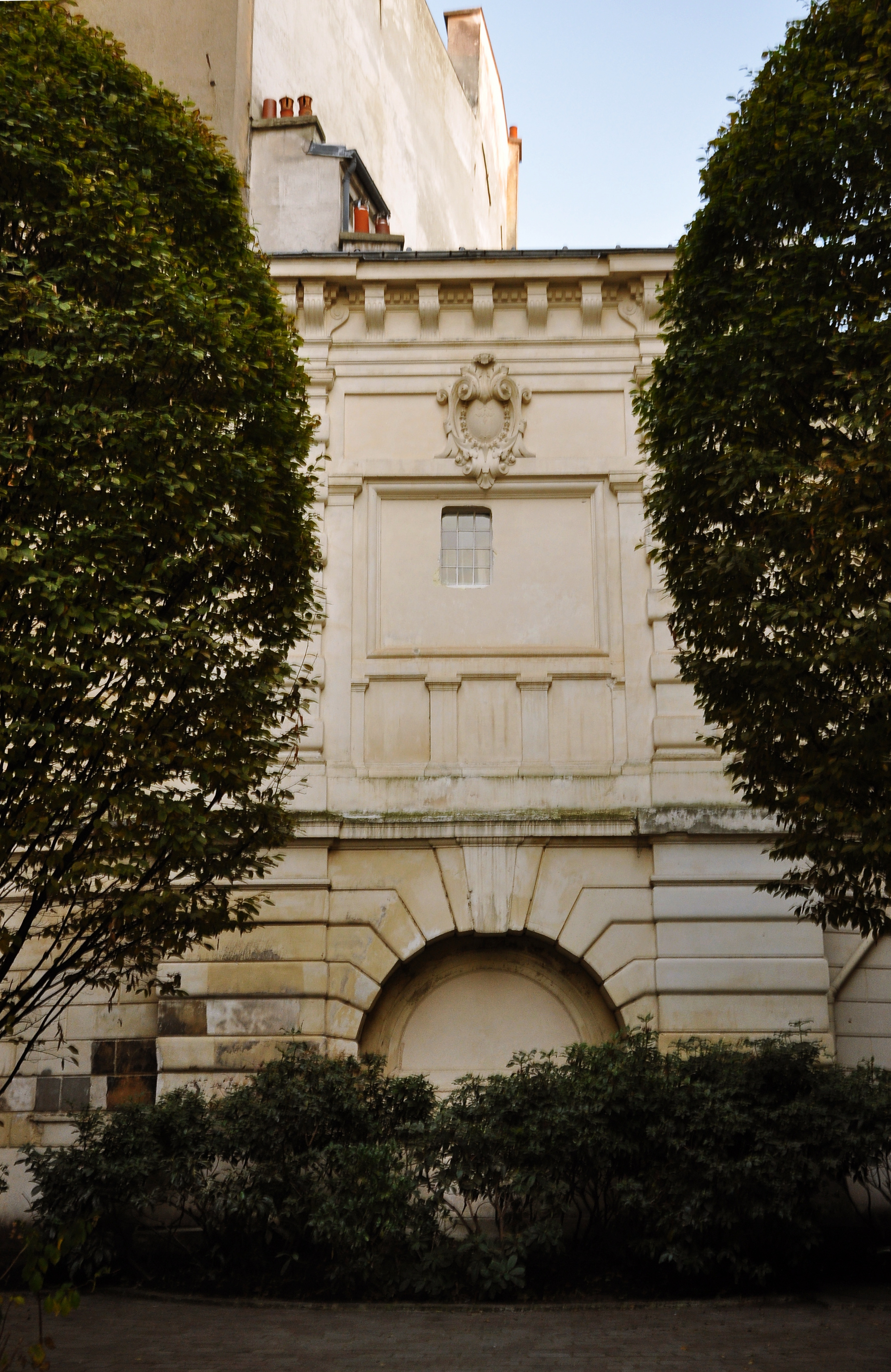
La Fontaine du Trésor, au pied du fronton.